# Панама на летних Олимпийских играх 1972
Панама принимала участие в Летних Олимпийских играх 1972 года в Мюнхене (ФРГ) в седьмой раз за свою историю, но не завоевала ни одной медали. Сборная страны состояла из 7 мужчин.